# Rae Allen
Rae Julia Theresa Abruzzo (3 de julho de 1926 - 6 de abril de 2022), conhecida profissionalmente como Rae Allen, foi uma atriz americana de teatro, cinema e televisão, diretora e cantora, também abriu sua própria escola de teatro e foi professora de atuação, sendo que sua carreira durou cerca de setenta anos, passando por oito décadas. De acordo com o site IMDb, ao nascer, foi registrada como Raffaella Julia Theresa Abruzzo 
Ficou conhecida por seu trabalho em Uma Equipe Muito Especial (1992), Stargate: A Chave para o Futuro da Humanidade (1994) e O Parceiro de Satanás (1958).

## Carreira
Allen nasceu no bairro do Brooklin, Cidade de Nova Yorque, EUA, e foi aluna de teatro no HB Studio, em Greenwich Village, na mesma cidade. Frequentou, também, a AADA (American Academy of Dramatic Arts), graduando-se em 1947.
Apareceu em um episódio de Lou Grant, série estrelada por Nancy Marchand. Ambas também tiveram participações em Família Soprano, embora Marchand já tivesse falecido antes de Allen aparecer na série.
Ganhou o prêmio Tony da Broadway em 1971 como Melhor Atriz Coadjuvante ou Coadjuvante (Dramático) por And Miss Reardon Drinks a Little. Ela já havia recebido duas indicações ao Tony: em 1956, como Melhor Atriz Coadjuvante ou Coadjuvante (Musical) por "Damn Yankees!", papel que recriou na versão cinematográfica de O Parceiro de Satanás (1958), e em 1965, como Melhor Atriz Coadjuvante ou Coadjuvante (Dramático) por "Traveller Without Luggage".

## Vida pessoal
Foi casada com John Allen e depois do divórcio casou-se com o político norteamericano Herbert Harris. 